# Spurius Cassius Vecellinus

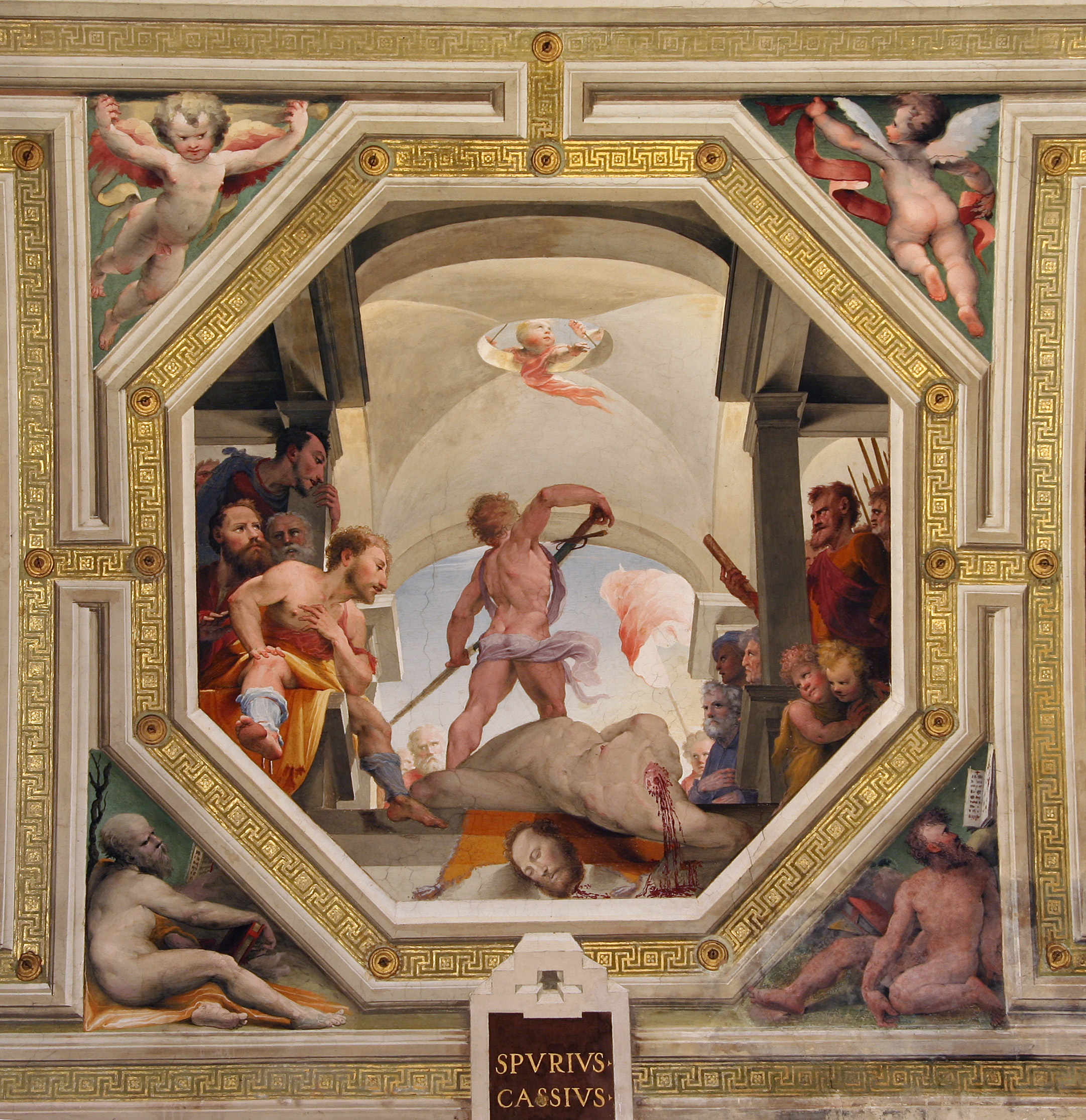
Spurius Cassius wird von seinem Vater hingerichtet. Deckenfresko in der Sala del Concistoro im Palazzo Pubblico von Siena, geschaffen von Domenico Beccafumi zwischen 1529 und 1535.

Spurius Cassius Vecellinus, auch Vicellinus († 485 v. Chr.), war in den Jahren 502, 493 und 486 v. Chr. römischer Konsul. Er ist der einzige in der legendären Überlieferung erwähnte Patrizier aus der Gens Cassia. Er wurde im Jahr seines dritten Konsulats hingerichtet.

## Überlieferung
Die Überlieferung über Vecellinus lässt kaum Rückschlüsse auf die tatsächlichen Umstände seiner politischen Karriere und seines Sturzes zu und ist zudem äußerst widersprüchlich. Die Geschichtsschreiber Dionysios und Valerius Maximus berichten, dass Vecellinus die Sabiner durch einen Feldzug zum Frieden genötigt und danach einen Triumphzug abgehalten habe. Titus Livius berichtet dagegen von einem Krieg gegen die Aurunker, der 495 v. Chr. wiederum erwähnt wird. Livius, Dionysios und Eutropius nennen Vecellinus als Magister equitum unter dem Diktator Titus Larcius, also im Jahr 501 oder 498 v. Chr.
Bei Dionysios tritt Vecellinus 498 v. Chr. als Redner im Senat auf, trägt während seines zweiten Konsulats viel zur Beendigung der Sezession der Plebs bei und weiht den Ceres-Tempel. Von diesen Informationen ist nur die Tempelweihe durch unabhängige Forschung belegt: Ein plebejischer Münzmeister mit Namen Cassius nahm später darauf Bezug.
Die frühere Forschung betrachtete die Identität des Vecellinus als Stifter des Bundesvertrags zwischen Rom und den Latinern als historisch unbedenklich, während man inzwischen überwiegend davon ausgeht, dass dieses foedus Cassianum erst nach dem Kelteneinfall im 4. Jahrhundert v. Chr. geschlossen wurde.
Während seines dritten Konsulats 486 v. Chr. zog er mit seinem Amtskollegen Proculus Verginius gegen die benachbarten Stämme der Volsker und Herniker zu Felde und siegte. Über die Behandlung der unterlegenen Gegner sind die Geschichtsschreiber sich nicht einig: Dionysios und Valerius Maximus erwähnen einen Triumphzug, während Livius (und auch Dionysios an anderer Stelle) den Schluss eines foedus aequum (gleichberechtigtes Bündnis) berichten.
Livius und Dionysios bieten jeweils zwei Versionen vom Ende des Vecellinus an: Je eine nach der Überlieferung, je eine mit historischen Bewertungen und Abschweifungen, die als Spekulation anzusehen sind. Der Bericht des Livius lässt Vecellinus die Feldmark der Herniker zu zwei Dritteln enteignen, um sie zu gleichen Teilen an die Plebejer und die Latiner zu verteilen. Patrizier und Plebejer empören sich gleichermaßen hierüber. Nach dem Ende seines Konsulats wird Vecellinus von den Quaestores parricidii vor Gericht gezogen, verurteilt und hingerichtet; sein Haus wird zerstört und an seiner Stelle ein Tempel der Tellus errichtet. Bei Dionysios fehlen die Landabtretungen der Herniker, die ein gleichberechtigtes Bündnis erhalten; Vecellinus wird von den Quaestoren vom tarpejischen Felsen gestürzt. In der zweiten Version wird Vecellinus von seinem Vater als Hochverräter angeklagt, hält Gericht über ihn und bestraft ihn mit dem Tod. Haus und Grund des Sohnes lässt er der Ceres weihen; mit dem Erlös stiftet er eine Statue, deren Inschrift sowohl Livius als auch Dionysios erwähnen. Dieser Bericht ist auch in der Naturalis historia Plinius des Älteren erhalten (XXXVI 15), sowie bei Valerius Maximus. Die übrigen Quellen (Florus, Ciceros De domo, Valerius Maximus VI, Cassius Dio) verraten nicht mehr über die Gestalt des Vecellinus. Lucius Calpurnius Piso berichtet in des Plinius Naturalis historia von einer Statue, die Vecellinus sich beim Tempel der Tellus errichtet habe und die als Beweis für sein Streben nach Herrschaft eingeschmolzen wurde.
Es ergeben sich drei Stufen für die Entwicklung der Tradition, die ungefähr den drei Hauptphasen der römischen Annalistik entsprechen. Die ältesten Geschichtsschreiber zeichneten die Volkstradition auf, die an der Inschrift ihre Stütze hatte: Vecellinus trachtete nach der Krone, wurde deshalb von seinem Vater verurteilt und hingerichtet, sein Wohnsitz wurde von diesem der Gottheit geweiht. Piso nahm Anstoß daran, dass Vecellinus noch in der väterlichen Gewalt gewesen sein solle. Darum ließ er den Vater nur Zeugnis gegen ihn ablegen, die Anklage durch den Quaestor, die Verurteilung durch das Volk erfolgen und sprach vielleicht zuerst von dem Ackergesetz des Vecellinus (unter dem Eindruck der Reformversuche der Gracchen). Die Annalisten der sullanischen Zeit beseitigten den Vater vollständig und legten das Hauptgewicht auf die ausgeführte Begründung der Katastrophe.
Alle Berichte über Vecellinus stimmen nur darin überein, dass er in Verdacht geriet, nach der Alleinherrschaft zu streben, und dass er deshalb trotz seiner früheren Verdienste um den Staat hingerichtet wurde.